# 赤川元保
赤川 元保（あかがわ もとやす）は、戦国時代の武将。毛利氏の家臣。赤川氏は桓武平氏の一家系土肥氏の一門小早川氏の庶流。

## 生涯

### 毛利氏の重臣
赤川房信の四男として誕生。
大永3年（1523年）、主家の毛利幸松丸が死去した際に、毛利元就に家督相続を要請した宿老15名の内の1人であり、兄の就秀と共に元就を支えた。また、享禄5年（1532年）7月13日の毛利氏家臣団32名が互いの利害調整を元就に要請した連署起請文では26番目に「赤川左京亮元助」と署名している。
天文9年（1540年）の吉田郡山城の戦いに参加し、天文11年（1542年）から始まる大内義隆の出雲遠征（第一次月山富田城の戦い）にも従軍した。天文12年（1543年）に大内軍が撤退する際には、出雲国意宇郡熊野口における尼子軍の追撃を井上元有、三戸元富、児玉就光、井上就重、赤川元秀、内藤六郎右衛門尉らと共に撃退した。
天文15年（1546年）に元就の次男・元春の吉川氏相続についての交渉が行われ、天文16年（1547年）2月11日に吉川興経が吉川経世、森脇祐有、境春通を使者として元就、隆元、元春のもとに派遣し、刀や馬を進上して賀辞を述べさせると、隆元は返礼の使者として元保を吉川興経のもとに派遣している。
天文19年（1550年）に毛利氏の五奉行制度が始まると、毛利隆元の直属奉行人筆頭に任命された。隆元側近の重臣として活躍するも、親隆元派として驕慢な振る舞いが多く、親元就派の重臣であった児玉就忠や桂元忠らとしばしば対立した。

### 厳島の戦いと防長経略
天文24年（1555年）の厳島の戦いでも毛利元就・隆元に従って出陣した。
厳島の戦いの後から始まった防長経略の最中の弘治2年（1556年）2月に周防国玖珂郡山代で一揆が起こると、坂元祐と粟屋元通が一揆の討伐にあたり、現地の土豪である三分一主殿允、三分一式部允、三分一刑部允、三分一右衛門尉、舟越通吉、神田隆久、助藤土佐守、助藤左衛門尉らを始めとする玖珂郡志不前・藤屋・阿賀の協力を得たが、それだけでは兵力が不足するため、元就と隆元は志道元保、南方元恵、児玉就方、香川光景、市川経好らを先鋒として派遣し、さらに2月9日に福原貞俊や元保らを援軍として派遣している。
弘治3年（1557年）3月に大内義長や内藤隆世らが周防国山口を放棄して長門国且山城に籠城すると、桂元親、粟屋元親、児玉就忠らと共に且山城攻撃を元就に命じられる。且山城への総攻撃においては渡辺長や市川経好と共に下関の守備にあたり、大内氏と大友氏の間の連絡を遮断した。

### 毛利隆元の急死
永禄6年（1563年）8月3日、出雲国の尼子氏攻めに出陣する途上で和智誠春の饗応を受けた毛利隆元が直後に体調を崩し、翌8月4日に安芸国高田郡佐々部で急死する事件が起きた。隆元の急死について、元保が尼子氏と通じて和智誠春と結んだ結果ではないかとの嫌疑が生じたため、元就は元保を尼子氏攻めに従軍させず、大友氏への備えとして長門国下関に駐屯させた。この時、元保は嫌疑に対して進んで身の潔白を証明することがなかったばかりか、元就に遺恨の態度を示したとされ、駐屯した下関においても一向に誠意ある働きをせず、警備中に僅かに脛を負傷したのみであったとされる。

### 赤川元保一族粛清
元就は少なくとも尼子氏攻めが完了するまでは諸将の動揺を回避するため、元保への責任追及や処分を保留していたが、永禄9年（1566年）11月28日に尼子義久が降伏し、永禄10年（1567年）2月に吉田郡山城に帰還した元就は、元保と直接話し合うため元保を下関から帰還させた。しかし、吉田に帰還した元保が登城せず、稀に登城しようと居館を出ても途中で引き返す動きが見られたため、元保に弁解し難い事情があって警戒しているのではないかと元就は疑った。
事ここに至って、元就は近臣の平佐就之に「隆元の存命中は心強く思っていたが、今や赤川元保のように遺恨を含む者がいるのに親身になってくれる者は一人もいない。後継たる輝元はまだ15歳の若年であり、老齢の自分に何かあれば一大事であるので、自分も万が一の用心をしなければならず、元保の処分を急ぎたいと思っている。特に近頃は鉄砲があって、世上にも不慮の事があるから油断ならない」との考えを漏らしており、吉川元春と小早川隆景との協議において元就は、元保が警戒している以上は機先を制して誅殺すべきとの考えを示した。元春と隆景は、元保については桂元澄、桂元忠、口羽通良に一任しているとして慎重な姿勢を示したが、元就は桂元澄らに了解を求めて準備を整え、元保に自刃を命じた。元就からの自刃の命を受けた元保は、今や逃れることはできないとして3月7日に自刃した。
さらに、元就は粟屋就信らを派遣して、吉田の隅という場所にある元保の弟・赤川元久の居館を襲撃させた。元久は襲撃を覚悟して居館で討手を待ち構え、粟屋就信と刺し違えて討たれた。また、吉田の山手に住む元保の養子・赤川又三郎に対しても桂元澄らを派遣して居館を襲撃させると、又五郎は直ちに一室に立て籠もり、鉄砲を使用して頑強に抵抗した。そこで討手の一人である中村元宗は茶釜の蓋を胸部に当てて突入し、重傷を負いながらも又五郎を組み伏せて討ち取ったが、傷がもとで死去した。

### 家の再興
その後、隆元が和智誠春の饗応の誘いを受けた際に元保は「吉田郡山城にも立ち寄らなかったのに、どのような謀があるか分からない和智誠春のもとに赴かれる必要はない」と反対していたことが判明し、その潔白が確認された。元就は元保の一族を粛清したことを悔い、永禄10年（1567年）11月29日に元保の兄・赤川就秀の次男である赤川元之に赤川元保の家督を継がせた。

## 登場作品
テレビドラマ
- 毛利元就（1997年、NHK大河ドラマ、演：永島敏行）